# Pareuthyphlebs somalica
Pareuthyphlebs somalica är en bönsyrseart som beskrevs av Max Beier 1930. Pareuthyphlebs somalica ingår i släktet Pareuthyphlebs och familjen Toxoderidae. Inga underarter finns listade i Catalogue of Life.